# Gran Premi d'Àustria de Motocròs 250cc
|  | Per a altres significats, vegeu «Gran Premi d'Àustria de Motocròs». |

El Gran Premi d'Àustria de Motocròs en la cilindrada de 250cc (en alemany, Großer Preis von Österreich Moto-Cross 250 ccm), abreujat GP d'Àustria de 250cc, fou una prova internacional de motocròs que es va celebrar regularment a Àustria entre el 1957 i el 2003, és a dir, des de la primera edició del Campionat d'Europa fins al final del Campionat del Món d'aquesta cilindrada (el 2004, la històrica categoria dels 250cc fou reconvertida a la nova MX1, actual MXGP). Anomenat inicialment només "Gran Premi d'Àustria de Motocròs", quan el 1958 es va estrenar a Sittendorf el Gran Premi de 500cc se'l va començar a conèixer amb l'afegitó de la cilindrada ("Gran Premi d'Àustria de Motocròs de 250cc") per tal de diferenciar-lo de l'altre, amb el qual convisqué les dues primeres edicions al mateix esdeveniment i, d'ençà del 1965, en circuits i dates separats.
La prova tingué una certa rotació geogràfica per Àustria i, al llarg dels anys, s'arribà a disputar en cinc escenaris diferents. Els que més es varen repetir varen ser els de Launsdorf i Sittendorf, amb un total de 5 i 6 edicions respectivament, i Schwanenstadt, amb 10 edicions.

## Edicions

Sortida d'una de les mànegues de l'edició de, el 13 d'abril a Schwanenstadt

| Població      | Districte              | Estat         | Data usual     | De   | A    | Edicions |
| ------------- | ---------------------- | ------------- | -------------- | ---- | ---- | -------- |
| Sittendorf    | Mödling                | Baixa Àustria | A l'abril      | 1957 | 1989 | 6        |
| Launsdorf     | Sankt Veit an der Glan | Caríntia      | A l'octubre    | 1965 | 1973 | 5        |
| Murau         | Murau                  | Estíria       | A l'octubre    | 1966 | 1966 | 1        |
| Schwanenstadt | Vöcklabruck            | Alta Àustria  | A l'abril-maig | 1977 | 1995 | 10       |
| Karntenring   | Sankt Veit an der Glan | Caríntia      | Al juny        | 2001 | 2003 | 3        |
| Total         | 5                      |               |                |      |      | 25       |

Notes
1. ↑  Nucli de Wienerwald.
2. ↑  Nucli de Sankt Georgen am Längsee.
3. ↑  Circuit proper a Mölbling.

## Palmarès
Font:
| Edició | Any  | Lloc                     | Data              | Guanyador          | Guanyador     |
| ------ | ---- | ------------------------ | ----------------- | ------------------ | ------------- |
| I      | 1957 | Sittendorf               | 21-22 de setembre | Fritz Betzlbacher  | Maico         |
| II     | 1958 | Sittendorf               | 19-20 d'abril     | Rolf Müller        | Maico         |
| III    | 1959 | Sittendorf               | 11-12 d'abril     | Miloslav Souček    | ESO           |
|        |      | 1960-1964: No es disputà |                   |                    |               |
| IV     | 1965 | Launsdorf                | 2-3 d'octubre     | Joël Robert        | ČZ            |
| V      | 1966 | Murau                    | 1-2 d'octubre     | Petr Dobrý         | ČZ            |
|        | 1967 | No es disputà            | No es disputà     | No es disputà      | No es disputà |
| VI     | 1968 | Launsdorf                | 5-6 d'octubre     | Joël Robert        | ČZ            |
|        | 1969 | No es disputà            | No es disputà     | No es disputà      | No es disputà |
| VII    | 1970 | Launsdorf                | 26-27 de setembre | Heikki Mikkola     | Husqvarna     |
| VIII   | 1971 | Launsdorf                | 2-3 d'octubre     | Joël Robert        | Suzuki        |
|        | 1972 | No es disputà            | No es disputà     | No es disputà      | No es disputà |
| IX     | 1973 | Launsdorf                | 25-26 d'agost     | Adolf Weil         | Maico         |
|        | 1974 | No es disputà            | No es disputà     | No es disputà      | No es disputà |
| X      | 1975 | Sittendorf               | 19-20 d'abril     | Jaroslav Falta     | ČZ            |
|        | 1976 | No es disputà            | No es disputà     | No es disputà      | No es disputà |
| XI     | 1977 | Schwanenstadt            | 14-15 de maig     | Torao Suzuki       | Suzuki        |
| XII    | 1978 | Schwanenstadt            | 3-4 de juny       | Jaroslav Falta     | ČZ            |
|        |      | 1979-1980: No es disputà |                   |                    |               |
| XIII   | 1981 | Schwanenstadt            | 2-3 de maig       | Neil Hudson        | Yamaha        |
|        |      | 1982-1983: No es disputà |                   |                    |               |
| XIV    | 1984 | Sittendorf               | 28-29 d'abril     | Gert-Jan Van Doorn | Suzuki        |
| XV     | 1985 | Schwanenstadt            | 20-21 d'abril     | Gert-Jan Van Doorn | Honda         |
| XVI    | 1986 | Schwanenstadt            | 12-13 d'abril     | Jacky Vimond       | Yamaha        |
|        |      | 1987-1988: No es disputà |                   |                    |               |
| XVII   | 1989 | Sittendorf               | 6-7 de maig       | Michele Fanton     | Suzuki        |
| XVIII  | 1990 | Schwanenstadt            | 21-22 d'abril     | Alessandro Puzar   | Suzuki        |
| XIX    | 1991 | Schwanenstadt            | 4-5 de maig       | Trampas Parker     | Honda         |
| XX     | 1992 | Schwanenstadt            | 25-26 d'abril     | Alessandro Puzar   | Yamaha        |
|        | 1993 | No es disputà            | No es disputà     | No es disputà      | No es disputà |
| XXI    | 1994 | Schwanenstadt            | 30a-1 de maig     | Stefan Everts      | Kawasaki      |
| XXII   | 1995 | Schwanenstadt            | 6-7 de maig       | Andrea Bartolini   | Yamaha        |
|        |      | 1996-2000: No es disputà |                   |                    |               |
| XXIII  | 2001 | Karntenring              | 22-23 de setembre | Mickaël Pichon     | Suzuki        |
| XXIV   | 2002 | Karntenring              | 8-9 de juny       | Mickaël Pichon     | Suzuki        |
| XXV    | 2003 | Karntenring              | 21-22 de juny     | Stefan Everts      | Yamaha        |

Notes
1. ↑  Del 1958 al 1959, el GP d'Àustria de 500cc, celebrat a Sittendorf, ho fou alhora de 250cc i puntuà per a la Copa d'Europa de la cilindrada. Aquesta taula reflecteix només els resultats de la categoria de 250cc/Motocross GP.
2. ↑  Del 2001 al 2003, el GP d'Àustria ho fou alhora de 125, 250 i 500cc, tot i que aquest darrer any els 250cc es conegueren com a Motocross GP i els 500cc com a 650cc. Aquesta taula reflecteix només els resultats de la categoria de 250cc/Motocross GP.
3. ↑  El 2003, els 250cc es conegueren com a Motocross GP.

## Estadístiques
S'han considerat tots els resultats compresos entre el 1957 i el 2003.

### Guanyadors múltiples
| Pilot              | Victòries |
| ------------------ | --------- |
| Joël Robert        | 3         |
| Jaroslav Falta     | 2         |
| Gert-Jan Van Doorn | 2         |
| Stefan Everts      | 2         |
| Mickaël Pichon     | 2         |
| Alessandro Puzar   | 2         |

### Victòries per país
| País           | Victòries |
| -------------- | --------- |
| Bèlgica        | 5         |
| Txecoslovàquia | 4         |
| Itàlia         | 4         |
| RFA            | 3         |
| França         | 3         |
| Països Baixos  | 2         |
| Finlàndia      | 1         |
| Regne Unit     | 1         |
| Japó           | 1         |
| Estats Units   | 1         |
| Total          | 25        |

### Victòries per marca
| Marca     | Victòries |
| --------- | --------- |
| Suzuki    | 7         |
| Yamaha    | 5         |
| ČZ        | 5         |
| Maico     | 3         |
| Honda     | 2         |
| Kawasaki  | 1         |
| ESO       | 1         |
| Husqvarna | 1         |
| Total     | 25        |